# Knjazjegubskaja kraftverk
Knjazjegubskaja kraftverk (ryska: Княжегубская ГЭС) är ett ryskt vattenkraftverk i Koundaälven i Murmansk oblast, Ryssland.
Bygget startade 1951 och kraftverket invigdes 1955. Det ägs och drivs av det ryska energiföretaget TGK-1, ett dotterbolag till Kolskenergo (Kola energi). 
Knjazjegubskaja kraftverk utnyttjar ett fall på 34 meter i älven. Det har fyra Francisturbiner med en installerad effekt av totalt 152 MW.